# Squash (sport)
Squash är en racketsport som spelas mellan två spelare, eller två lag med två spelare var, på en bana innesluten av 4 väggar. Spelarna turas om att slå, och varje slag måste träffa frontväggen under en övre begränsningslinje och över en plåt som är monterad längs med golvet innan den når marken. Man får även valla bollen mot sido- och bakväggarna. Bollen är död då den studsat två gånger i golvet, spelare får alltså slå bollen efter en studs i golvet eller direkt på volley.

## Historia
Squash härstammar från mitten av 1800-talet och spelades först i England. Den moderna squashens bredd och spridning kom under 1920- och 30-talen. Det första officiella engelska amatörmästerskapet spelades 1970. Inofficiellt har det spelats om svenska mästerskap sedan 1937. Svenska Squashförbundet bildades 1965, och valdes 1969 in i Riksidrottsförbundet (RF). 1930 ägde de första öppna engelska mästerskapen rum. Liknande sporter som spelas också i dag, med större dimensioner, var Tamburello och Pallone col bracciale.

## Banan

Squashbana.

Squash spelas på en bana med fyra väggar med röda linjer. Banan ska vara 32 fot (9,75 m) lång och 21 fot (6,4 m) bred. Dörren är oftast placerad i bakväggen och måste vara helt plan med väggytan. Golvet är oftast av trä, medan väggarna är gjorda av betong med marmorputs eller av träpanel. Bakväggen är oftast i härdat glas. Numera finns även banor helt i plexiglas eller härdat glas för att publiken ska kunna se bra. Banan har en 'övre' linje som begränsar hur högt bollen får studsa och fortfarande vara i spel. På frontväggen ska den övre linjen vara 15 fot från golvet och på bakväggen 7 fot. Den övre linjen på fram- och bakvägg kopplas samman av en linje på sidoväggarna. Frontväggen har även en 'servelinje' 6 fot från golvet. Samt en 'nedre' linje 17 tum från golvet som kan liknas med andra racketsporters nät. För att underlätta bedömningen av om bollen är för lågt slagen eller ej, är det vanligt att ha en plåt under den nedre linjen som avger ett tydligt ljud när bollen träffar den. I golvet finns markerade linjer för serverutor, samt linjer som anger var serven måste landa för att vara inne. De senare består av linjer som delar av banan i hälften i längsled, samt i två fjärdedelar i sidled.

## Utrustning

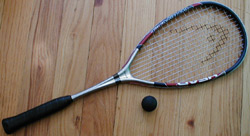
Squashracket och boll.

### Racket
En modern squashracket är gjort av komposit eller grafit med syntetiska strängar. Storleksmässigt är den ungefär mitt emellan en badmintonracket och en tennisracket med en längd på cirka 70 cm och en träffyta på maximalt 500 cm². Vikten är mellan 110 och 200 gram.

### Boll

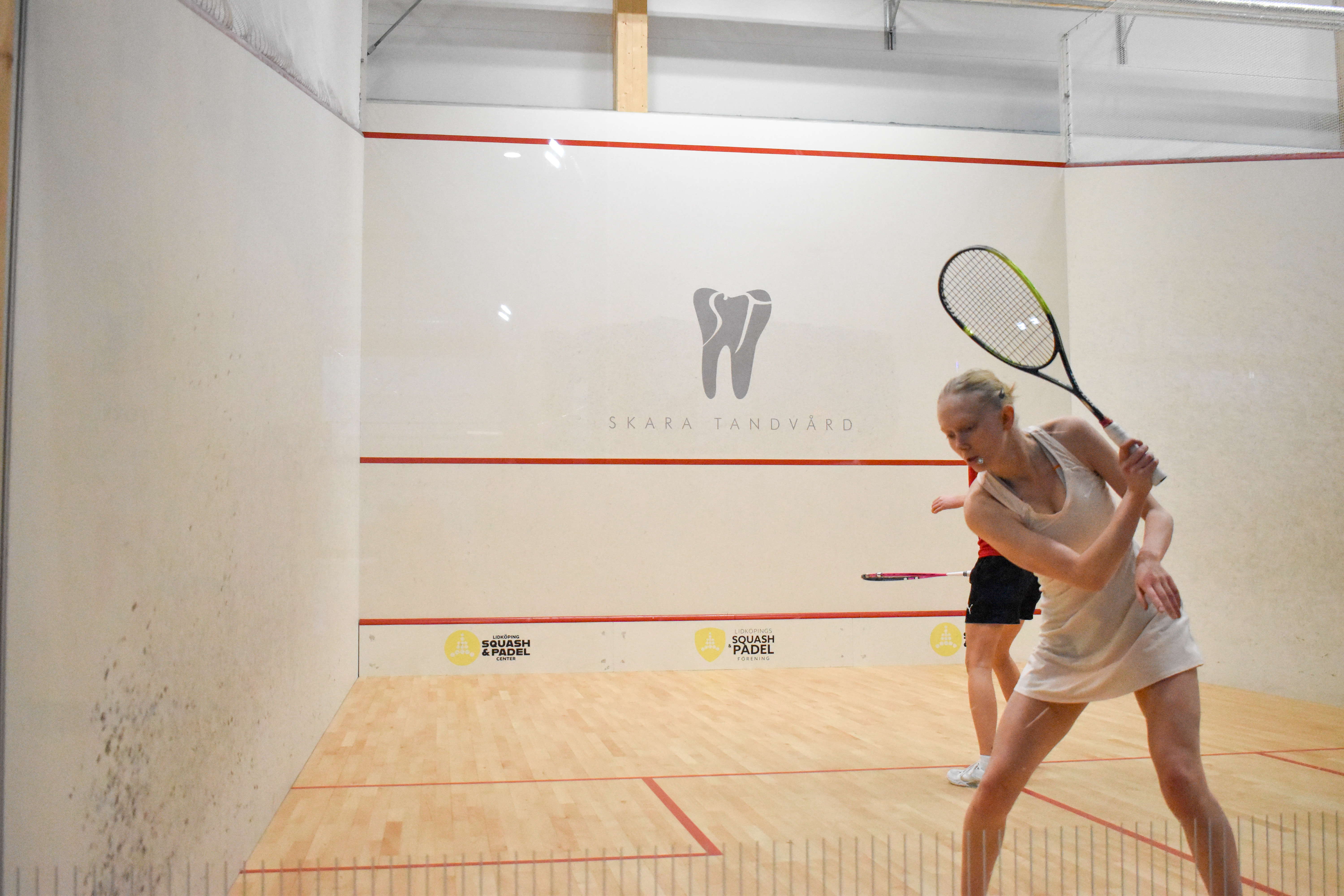
Bronsmedaljös vid Squash-SM 2021, Lovisa Ronge

Bollen som väger 23 gram är svart och av gummi. Det finns ett bollsystem som ska underlätta för spelarna där bollarna klassificeras enligt hur mycket de studsar. Ju mindre en boll studsar desto svårare är den att spela med eftersom bollen då lättare 'dör' i hörnen. Normalspelaren använder en boll med en gul prick, det är den som är vanligast. Tävlingsspelaren använder en boll med 2 gula prickar. Spelare som håller på att lära sig spelet använder helst den helsvarta bollen som är lite större och studsar bättre, medan unga juniorer och nybörjare använder en boll med blå prick. Kalla bollar studsar ganska dåligt, därför brukar man värma upp bollen genom att spela denna innan man börjar match. När matcher spelas på väldigt kalla banor kan det vara en idé att spela med en boll som studsar lite mer för att få längre bollar.

### Skyddsglasögon
På grund av spelets snabbhet och det trånga utrymmet är det inte ovanligt att en spelare blir träffad av bollen eller av motståndarens racket. För att skydda ögonen använder spelarna därför ofta skyddsglasögon.

## Regler
Efter serve turas spelarna om att slå bollen mot främre väggen, ovanför den streckade linjen och under den yttre linjen. De kan slå tillbaka bollen direkt eller via sidoväggarna, så länge det träffar under den yttre linjen. Bollen får inte träffa golvet efter att ha träffat racket och innan främre väggen. En boll som landar på antingen den yttre linjen eller ovanför anses vara ute. Efter att bollen träffat den främre väggen, är det tillåtet att studsa max en gång på golvet (hur många gånger som helst mot sidoväggarna eller bak) innan motspelare måste returnera den. Spelare får flytta sig var som helst på banan utan att hindra motspelarens rörelser. Normalt återvänder spelare till mitten av banan efter ett slag.

## Spelet
Squash karakteriseras av ett högt tempo och långa bolldueller. Elitspelare kan hålla igång bollen i flera minuter. 

### Slag
Det grundläggande slaget i squash är raka långa forehands och backhands längs med sidoväggarna vilka helst ska vara precis så hårt slagna att de inte studsar ut från bakväggen. Man pratar om att slå dessa slag 'tight', det vill säga så nära sidoväggen att motståndaren inte kan komma åt att avgöra bollen, och med rätt längd, det vill säga precis så långt att bollen dör i hörnet. 

För att variera spelet och få motståndaren att röra sig över hela planen kan spelare slå korta stopp-bollar, 'drop-shots', mot endera hörnet strax ovanför den nedre linjen. Ett elegant sätt att kontra stopp-bollar är att slå lobbar ner mot hörnen. För att höja tempot är det mycket effektivt att slå volleys, endera raka eller cross. Ett effektivt slag för att rädda bollar ur hörn är att slå en så kallad 'boast', det vill säga att valla bollen i närmaste sidovägg innan den når framväggen. Detta slag kan även vara ett bra offensivt slag om det slås på volley från framplan. Det är tillåtet att valla bollen mot bakväggen, vilket kan tillämpas som en sista utväg då en spelare ligger under och inte hinner slå bollen normalt innan den studsar en andra gång i golvet.

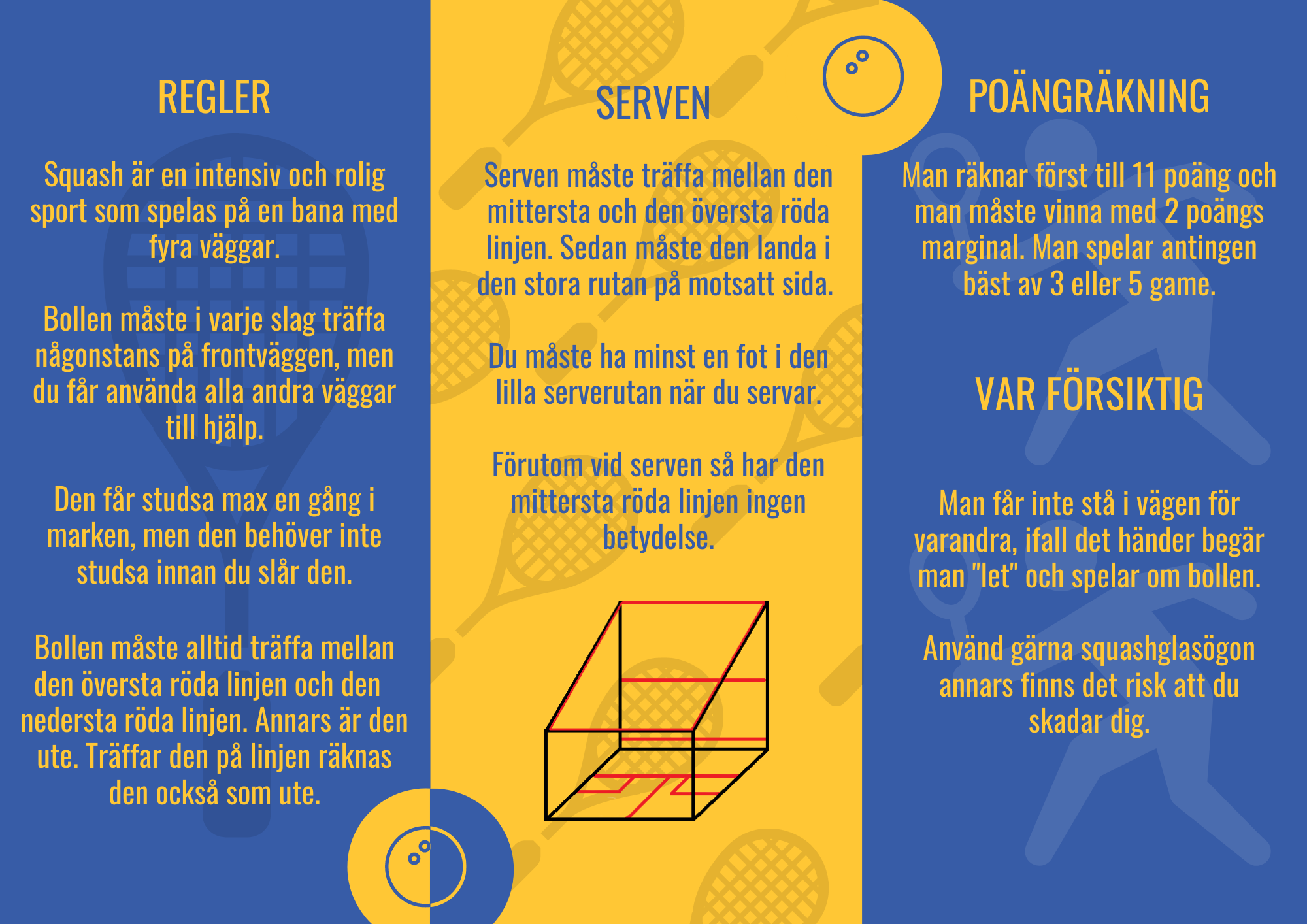
Regler i squash ur en broschyr skapad av Svenska Squashförbundet.

### Strategi
Då spelare nått en viss nivå blir det svårare och svårare att avgöra bollar. Detta inte minst eftersom bollen studsar mer och mer ju längre matchen lider. Det går att komma åt bollar ur de flesta lägen och banan är tillräckligt liten för att spelare, givet att de står i mitten, ska komma åt att slå nästan alla bollar. Detta gör att konditionen blir mer avgörande ju bättre spelarna är. På elitnivå är det ofta den spelare som har bäst kondition som vinner matcherna. Elitspelare försöker ofta döda bollar genom att slå korta sneda bollar mot framväggen vilka sedan landar precis där väggen och golvet möts (eng. 'the nick') och dör sedermera. Utöver detta slag finns få dödande slag i squash, en väl slagen lobb kan fungera om den är precis så högt slagen att den går över motståndaren och precis så löst slagen att den inte studsar ut från bakväggen.

Den fundamentala strategin i squash går ut på att dominera 'T':t, det vill säga hela tiden stå mitt i plan (där servelinjerna i längs- och sidled möts) och trycka ner motståndaren i hörnen för att på så sätt behålla initiativet. Eftersom båda spelarna strävar efter herraväldet över nämnda T blir det ofta ganska hårda dueller med en hel del fysisk kontakt som följd. Då spelare upplever att de är hindrade i sitt spel kan de därför begära 'let' av domaren. Det finns en rad olika spelstilar i squash, vissa satsar på att ha väldigt hög fart på bollen och snabbt få till avslut, andra på att nöta ut sin motståndare genom att vara duktiga på att returnera bollar ur svåra lägen utan att själva försöka avgöra bollen, ytterligare andra kan satsa på att spela varierat med en blandning av korta och långa bollar.

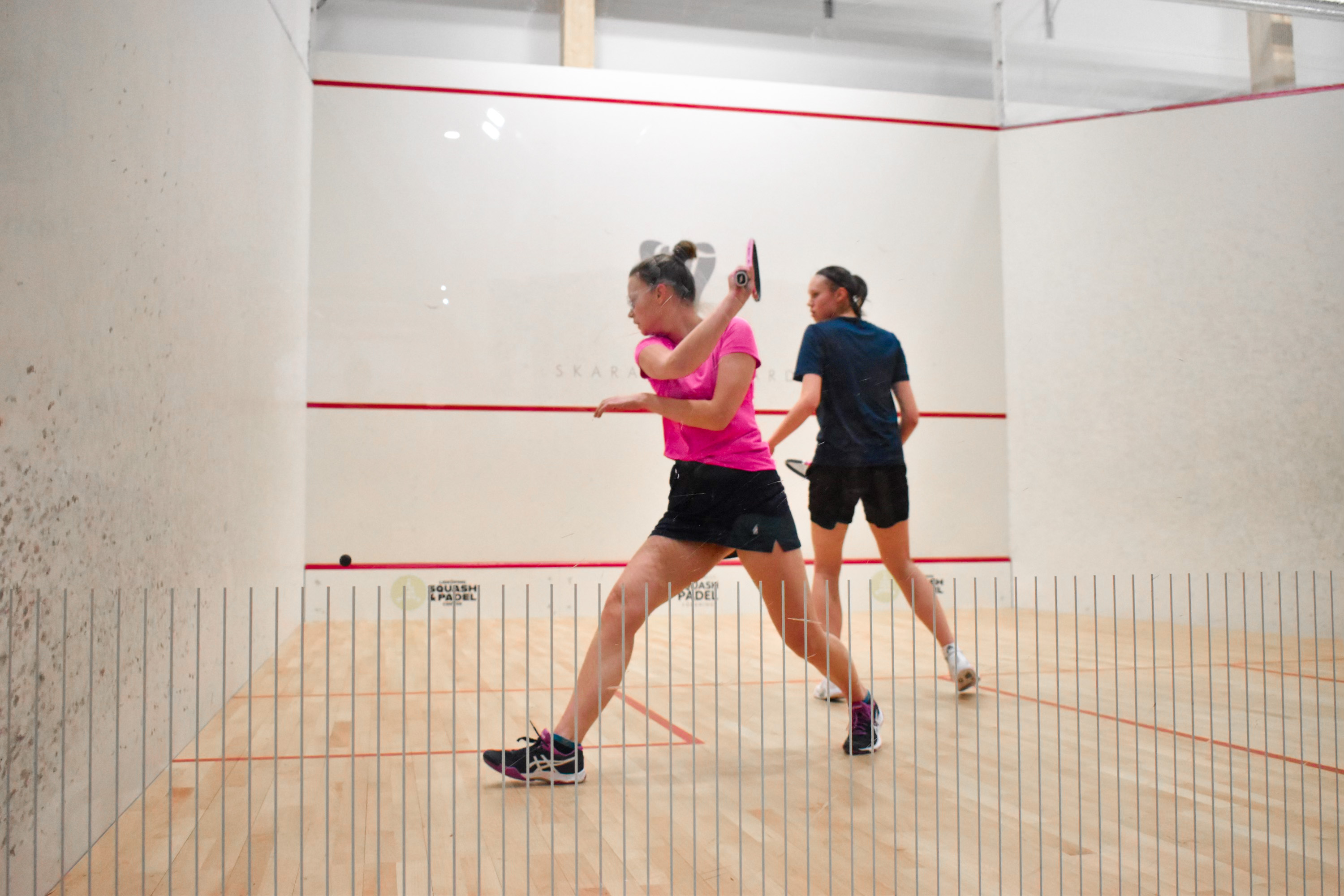
Svenska Mästerskapen i squash 2021. Final mellan Moa Bönnemark och Malin Frank

### Serve
Den spelare som vann senaste bollen servar alltid. Efter att ha vunnit serven får spelaren välja sida att börja serva ifrån. Därefter alternerar servandet mellan de båda serverutorna. Den servande spelaren måste ha minst en fot i serverutan och måste slå serven ovanför servelinjen på frontväggen. Längdmässigt måste bollen nå över halva plan, och i sidled måste bollen hamna på motsatt sida serverutan. Det är endast under serven som linjerna i marken har någon betydelse.

### Hindrande av spel: Let
Squashreglerna anger att spelare har rätt till fri väg att komma till bollen samt utrymme att slå igenom sitt slag. Yviga svingar på tennismanér är inte tillåtna, spelare har rätt att ha racketen fullt utsträckt mot bollen i slagögonblicket, men inte vid förberedelse för slag, eller i svingen efter slag. Både före och efter slagögonblicket ska racketen vinklas uppåt. Ett rätt utfört squashslag kräver därför mycket mindre utrymme än motsvarande tennisslag, något som är nödvändigt inte bara för att undvika att slå motspelaren utan också för att undvika att träffa bak- eller sidoväggarna.
Då spelare upplever att de hindras från att slå sitt slag på ett korrekt sätt kan de begära 'let'. Efter en begärd 'let' spelas bollen antingen om ('let'-boll), eller så tilldöms endera spelaren poäng ('stroke'). Om domaren bedömer att den spelare som begärt let inte varit hindrad att komma till bollen utdöms vare sig 'let' eller 'stroke', och den andra spelaren vinner bollen. 'Let'-regeln är ibland mycket svår att tillämpa korrekt eftersom den bygger på subjektiva bedömningar av situationer där det ofta inte är helt uppenbart vem som felat. Nedan beskrivs ett antal situationer där 'let'-regeln är tillämpbar.
1. Spelare A som ska slå bollen hindras av att spelare B står mellan spelare A och bollen. Spelare A begär let.
Om:
Spelare B gjort allt i sin makt för att undkomma bollen så spelas bollen om.
Spelare B inte gjort tillräckligt för att undkomma bollen erhåller spelare A 'stroke', och vinner bollen.
2. Spelare B slår bollen mot sig själv och står kvar mellan spelare A och framväggen och spelare A begär 'let' så erhåller spelare A 'stroke' och poäng. Det straffar sig att slå bollen mot sig själv.

3. Spelare A slår bollen som träffar spelare B. Spelare A erhåller poäng om Spelare B står rakt mellan spelare A och framväggen, om bollen varit på väg mot sidoväggen för att sedan träffa framväggen spelas 'let'. Det är obligatoriskt för spelare att flytta sig åt sidan om bollen hamnar bakom en spelare. Regeln är inte tänkt att uppmuntra spelare att sikta på varandra och den spelare som systematiskt försöker träffa sin motståndare i syfte att vinna bollar, kommer att varnas för osportsligt beteende.

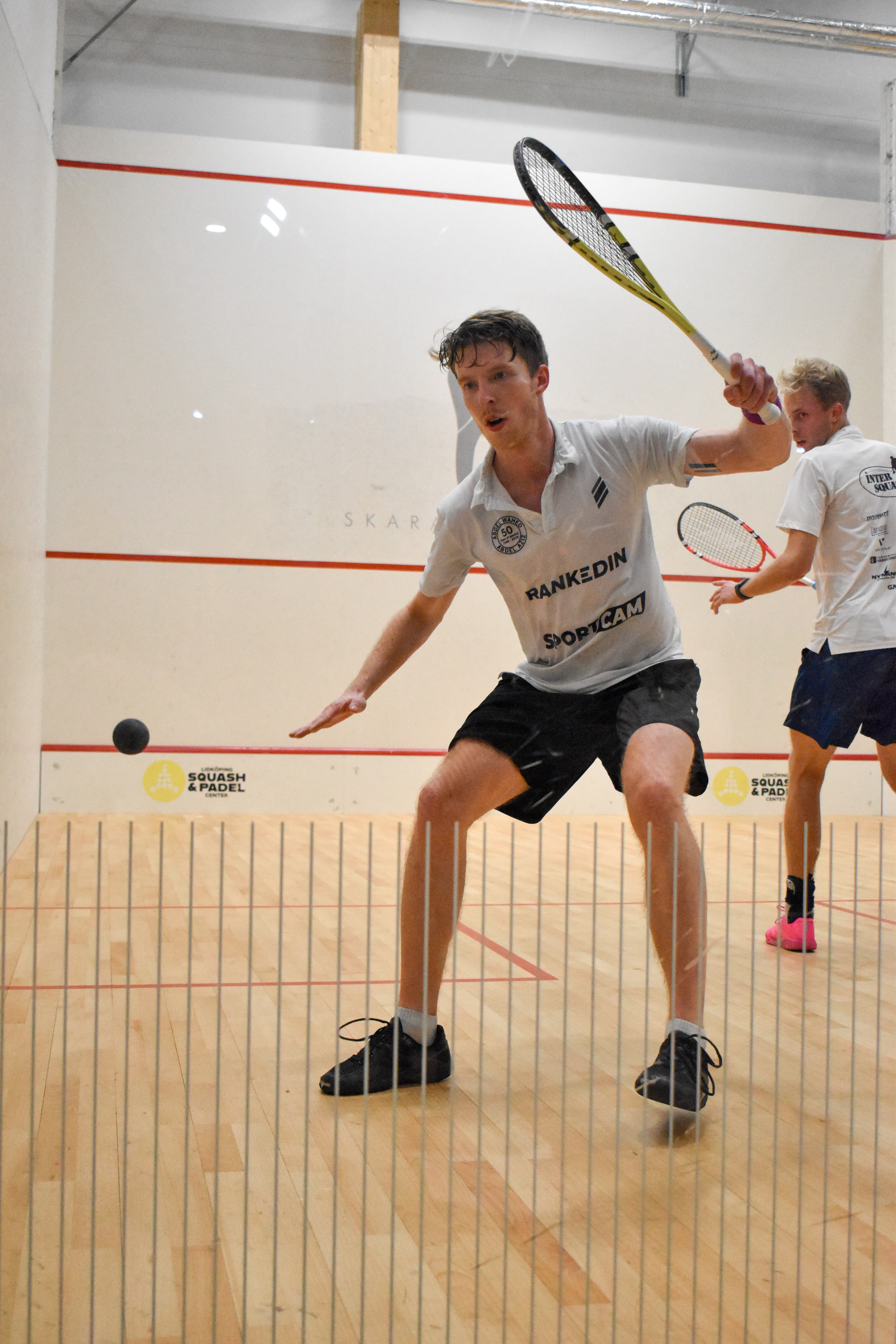
Semifinal vid SM i squash 2021, Joel Viksten vs Filip Hultman

4. Om spelare A misslyckas att ta bollen på den sida det var tänkt (forehand eller backhand), och vänder sig ett varv för att slå bollen på andra sidan, så kan spelare A begära 'let' och bollen spelas om. Om spelare A vänder sig om enligt ovan och slår bollen så att den träffar spelare B så kommer spelare B att erhålla 'stroke' och poäng. Denna regel ('turning' på eng.) har tillkommit i syfte att undvika skador.
5. Spelare A hindrar spelare B från att slå igenom svingen.
Om spelare A gjort allt i sin makt för att undvika att stå i vägen spelas 'let'. Om spelare A inte gjort allt i sin makt för att undvika att stå i vägen tilldelas spelare B poäng. Observera att om spelare A slagit bollen på ett sådant vis att den studsat rakt mot spelare A och därmed gjort det svårt för spelare A att flytta på sig så tilldelas spelare B poäng.

### Poängräkning
Man räknar först till 11 poäng och man måste vinna med 2 poängs marginal. Står det 10-10 spelar man till 12 och så fortsätter det tills någon vinner med 2 poäng. Man spelar antingen bäst av 3 eller 5 game. I finaler, på Proffstouren eller i mästerskap spelar man alltid bäst av 5 game.

## Spelarprofiler
- Jonathon Power
- Jansher Khan
- Nanna Carleke